# Trans America Trail
Der Trans America Trail (oder auch kurz TAT) ist eine etwa 8000 km lange, kontinentale Fahrzeugroute, die die Vereinigten Staaten von Amerika mit einem Minimum an asphaltierten Straßen durchquert. Gedacht ist sie für Hobbyenduristen und Offroadfans.
Die Route wurde anfangs von Sam Correro im Zeitraum von 12 Jahren erkundet und zusammengestellt. Die Legalität wird durch Nutzung von öffentlichen Straßen und Wegen  kontinuierlich sichergestellt.

## Reiseroute
Die ursprüngliche Route startet im Osten von Tennessee und führt durch Mississippi, Arkansas einschließlich Ozarks, Oklahoma, New Mexico, Colorado, Utah, Idaho und endet an der Küste von Oregon.
Der östliche Teil der Route besteht hauptsächlich aus Wirtschafts- und Waldwegen, deren Schwierigkeitsgrad in der Nähe der südlichen Rocky Mountains steigt, dort werden einige hohe Pässe überquert. Es folgen die Wüste von Utah, der Sawtooth Nationalpark in Idaho und der Deschutes Nationalpark in Oregon.